# Zekelita ravalis
Zekelita ravalis là một loài bướm đêm trong họ Erebidae.